# Presidente Prudente Airport
Presidente Prudente Airport (portugisiska: Aeroporto de Presidente Prudente) är en flygplats i Brasilien.   Den ligger i kommunen Presidente Prudente och delstaten São Paulo, i den södra delen av landet, 800 km sydväst om huvudstaden Brasília. Presidente Prudente Airport ligger 450 meter över havet.
Terrängen runt Presidente Prudente Airport är platt. Runt Presidente Prudente Airport är det ganska glesbefolkat, med 43 invånare per kvadratkilometer.. Närmaste större samhälle är Presidente Prudente, 6,6 km nordost om Presidente Prudente Airport.
Omgivningarna runt Presidente Prudente Airport är huvudsakligen savann.